# Magnusantenna
Magnusantenna – wymarły rodzaj owadów z rodziny rodzina wtykowatych opisany na przykładzie nimfy znalezionej w bryłce bursztynu w dolinie Hukawng w północnej Mjanmie. Wyróżnia się dużymi czułkami, o długości równej długości tułowia i wyraźnie szerszymi niż reszta ciała, trójkątnymi i mocno spłaszczonymi. Czułki te były ponad 12-krotnie dłuższe i 4-krotnie szersze niż głowa. W chwili odkrycia był najstarszym znanym pluskwiakiem ze zmodyfikowanymi czułkami.